# Басхой (тайп)
Басхой (чечен. Бассахой, самоназвание Босхой, Босохой, Босахой) — один из чеченских тайпов. Входит в тукхум Чеберлой.

## Этимология
Есть версия, что Босхой переводится как «склоные жители», на основании схожести со словом Басе (с чеч. — «склон»). Чеченский исследователь-краевед, педагог и народный поэт А. С. Сулейманов название аула Бассахуо перевел как «Склона житель».

## Состав
Состоит из 8 гаров (родов): Исари-гар, Іапай-гар, Буракӏи-гар, Шишхани-гар, ХIиммай-гар, Баций-гар, Шавхали-гар, Анзалай-гар.

## История
По преданиям, рассказанным старожилами разных ветвей (гаров) тайпа Босахой, такими, Темисолт из Исаригар, как Шаид из Шишханигар,  и др., Пхети аул (чечен. Пхьетӏи эвла, чебер. д-т. ПIетӏе овла) был основан неким Исаром и его братом Бураком, которые дали начало первым двум ветвям тайпа Босахой: Исаригар и Буракъигар.
Также в ауле есть старая мечеть, на которой высечена дата арабскими цифрами 1293 год от Хиджры, что соответствует 1874 году от Р. Х. по Григорианскому календарю. Данная дата, вероятно дата основания или завершения строительства, высечена на крупном угловом блоке стены мечети, рядом с более древними изображениями — петроглифами, что скорее всего были высечены в языческий период.
На 1863 год в ауле 20 дворов, по данным 1889 года в ауле Босахой было 43 дворов, 124 мужчин, 197 женщин, всего 321, чеченской национальности, мусульмане, 1 мечеть.
Изменение численности населения Босхой с 1873 по 1914 гг, согласно переписям населения:
- 1873: 54 мужчин, 56 женщин, 110 человек;
- 1883: 106 мужчин, 82 женщин, 188 человек;
- 1914: 222 мужчин, 223 женщин, 445 человек.

## Расселение
Представители тейпа Басхой проживают в следующих населённых пунктах Чеченской Республики:
- Гордали,
- Бас-Гордали,
- Ишхой-Юрт,
- Ойсхара,
- Нойбера,
- Гордали-Юрт,
- Гудермес,
- Джалка,
- Аргун,
- Грозный,
- Беркат-Юрт,
- Алхан-Кала,
- Алхан-Юрт,
- Петропавловская,
- Ильинская,
- Серноводск,
- Ассиновская,
- Мекенская,
- Комсомольское,
- Мелчу-Хе,
- Нагорное а также
- Москве,
- Алма-Ате,
- Саратове,
- Астрахани,
- Сургуте и др.